# Cyclosa fuliginata
Cyclosa fuliginata är en spindelart som först beskrevs av Ludwig Carl Christian Koch 1872.  Cyclosa fuliginata ingår i släktet Cyclosa och familjen hjulspindlar. Inga underarter finns listade i Catalogue of Life.